# Garden District
Il Garden District è un quartiere della città di New Orleans, in Louisiana, un sottodistretto della Central City/Garden District Area. I suoi confini, come definiti dalla Commissione urbanistica, sono: St. Charles Avenue a nord, 1st Street a est, Magazine Street a sud e Toledano Street a ovest. Il quartiere francese, dichiarato National Historic Landmark, si estende un po' più in là.
L'area fu originariamente sviluppata tra il 1832 e il 1900 ed è considerata una delle collezioni di dimore storiche meglio conservate negli Stati Uniti meridionali. Le origini del XIX secolo, del Garden District, illustrano i ricchi nuovi arrivati che costruivano strutture opulente basate sulla prosperità di New Orleans in quell'epoca. Il quartiere è stato dichiarato monumento storico nazionale nel 1974.

## Geografia
Il Garden District si trova alle coordinate 29°55′40″N 90°05′05″W e ad un livello di 1 metro s.l.m. Secondo l'Ufficio del censimento degli Stati Uniti d'America, il distretto ha un'area totale di 0,21 miglia quadre (0,5 km²)

## Demografia
Secondo il censimento del 2000, c'erano 1.970 persone, 1.117 case e 446 famiglie residenti nel quartiere. La densità della popolazione era di 9.381/mi2 (3.940/km2).
A partire dal censimento del 2010, c'erano 1.926 persone, 1.063 abitazioni e 440 famiglie residenti nel quartiere.

### Confini
La Commissione urbanistica definisce i confini del Garden District con queste strade: St. Charles Avenue, 1st Street, Magazine Street e Toledano Street.
La Garden District Association li definisce invece come entrambi i lati di Carondelet Street, Josephine Street, entrambi i lati di Louisiana Avenue e Magazine Street.

## Storia
Quest’area storica fu chiamata così per ricordare le terre delle piantagioni su cui la città è stata costruita. L’intera area fu venduta a lotti, principalmente ad americani ricchi che, non volevano vivere nel Quartiere francese con i creoli. Divenne parte della città di Lafayette nel 1833 e fu annessa a New Orleans nel 1852. Il distretto è stato progettato dall'architetto, pianificatore e geometra di New Orleans, Barthelemy Lafon.
In origine l'area si sviluppava con solo un paio di case per blocco, ciascuna circondata da un ampio giardino. Alla fine del XIX secolo, alcuni di questi grandi lotti furono suddivisi, poiché i quartieri di New Orleans divennero più urbani. Ciò ha prodotto uno schema per gran parte del quartiere: in ogni blocco c'erano un paio di palazzi dell'inizio del XIX secolo circondati da case del tardo periodo vittoriano decorate con pan di zenzero. Così, il Garden District è ora noto per la sua architettura più che per i suoi giardini. Molti di questi edifici mantengono l’architettura originale del XIX secolo presentando anche costruzioni in stile neogreco e buona parte delle strade portano ancora i nomi delle muse greche.

## Idrologia e tempeste
Il potenziale di inondazione a New Orleans è stato notato almeno dagli anni venti dell'Ottocento. Sebbene abbia subito danni causati dal vento dell'uragano Katrina, nel 2005, quest'area su un'antica altura è sfuggita alle estese inondazioni di gran parte del resto della città. Il danno causato dal vento è stato l'effetto più evidente. Dopo l'uragano quasi il 100% degli abitanti tornarono nel quartiere. È stato rilevato che parte dell'area più vicina a St.Charles Avenue si trova solo poco più di 1 metro sopra il livello medio del mare, rispetto all'altezza del fiume Mississippi di 14 piedi (4,3 m). Tuttavia, il Garden District fu danneggiato poco dalle inondazioni dell'uragano Katrina.

## Governo e infrastrutture
Il Garden District si trova nel 6º distretto del dipartimento di polizia di New Orleans.

## Trasporti
La New Orleans Regional Transit Authority fornisce il trasporto pubblico. Il tram è facilmente accessibile da St. Charles Avenue.

## Riferimenti nella cultura di massa
Una delle dimore del Garden District, la Buckner Mansion, fu utilizzata come set cinematografico per la serie televisiva del 2013 American Horror Story: Coven.